# John Robert Howe
John Robert Howe (* 1861 in Killarney, Australien; † 1. Juli 1920 in Blackall), auch Jackie Howe genannt, war ein Schafscherer, der den ersten Rekord im Schafscheren im Jahre 1892 aufstellte, als er 237 Schafe an einem Tag schor. Sein Wochenrekord lag bei 1437 Schafen. 
John Robert Howe war der Sohn von John Howe, einem Zirkusakrobaten und späteren Viehtreiber, und seiner Frau Loiuisa Stokes. Howe begann als Schafscherer gegen Ende von 1870 zu arbeiten, verbrachte eine Schersaison in Neuseeland und ließ sich in Blackall nieder. Er war römisch-katholisch und heiratete Margaret Alexandra Victoria Short am 24. April 1890. 
Er war außergewöhnlich muskulös und kräftig gebaut, sein Bizeps hatte einen Umfang von 43 Zentimetern und er wog 114 Kilogramm. Er war bereits zu Lebzeiten berühmt und präsentierte die ersten mechanischen Schafschermaschinen in Australien. Nach ihm ist das blaue Hemd der australischen Schafscherer Jacky Howe genannt. 
Er war ein aktiver Gewerkschafter, der sich am ersten Schafscherer-Streik 1891 und am zweiten Schafscherer-Streik 1894 beteiligte. Howe war Mitglied im Streikkomitee der Schafscherer-Gewerkschaft und in der Labour Party und er war ein guter Freund von Thomas Joseph Ryan, dem es erstmals gelang, als ein Mitglied der Australian Labor Party Premierminister von Queensland zu werden.